# Уден, Цезарь
Цезарь Уден (фр. César Oudin; около 1560 — 1 октября 1625) — французский лексикограф, грамматик. Секретарь и переводчик французского короля Генриха IV.

## Биография
Сын офицера военной полиции. Был воспитан при дворе короля Наварры, будущего короля Франции Генриха IV , который любил окружать себя учëными и образованными людьми. Его знание основных европейских языков Европы приблизили Удена к королю.
Позже Уден был направлен к протестантским князьям Германии; исполнял множество других дипломатических миссий, результаты которые с успехом были использованы в ходе гражданских войн.
С 1597 — королевский секретарь и переводчик.

## Творчество

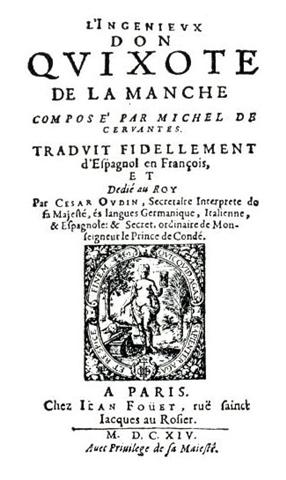
Титульная страница первого перевода на французский «Дон Кихота Ламанчского» Сервантеса, 1614

Автор первого перевода на французский «Дон Кихота Ламанчского» Сервантеса (1614), перевëл с испанского также его же «Галатею», составлял испанские и итальянские словари, грамматики (Grammaire espagnolle expliquée en Francois (1597)), издал несколько руководств для изучения итальянского и испанского языков: «Recherches italiennes et fran ç aises», «Curiosit és françaises», «Trésor des langues espagnole et française», собрал и издал в переводе с испанского пословицы и поговорки и др.
Его сын Антоний занимал после смерти отца место переводчика при Людовике XIII и давал уроки итальянского языка Людовику XIV.

## Избранные работы
- первый перевод на французский «Дон Кихота Ламанчского», 1614
- Сборник пословиц и поговорок(перевод с испанского
- Испанский словарь (Dictionnaire espagnol) (отредактирован его сыном)
- Итальянский словарь (Dictionnaire italien) (отредактирован его сыном)
- Итальянская грамматика (Grammaire italienne, 1645)
- Испанская грамматика (Grammaire espagnole, 1675).